# Minsk

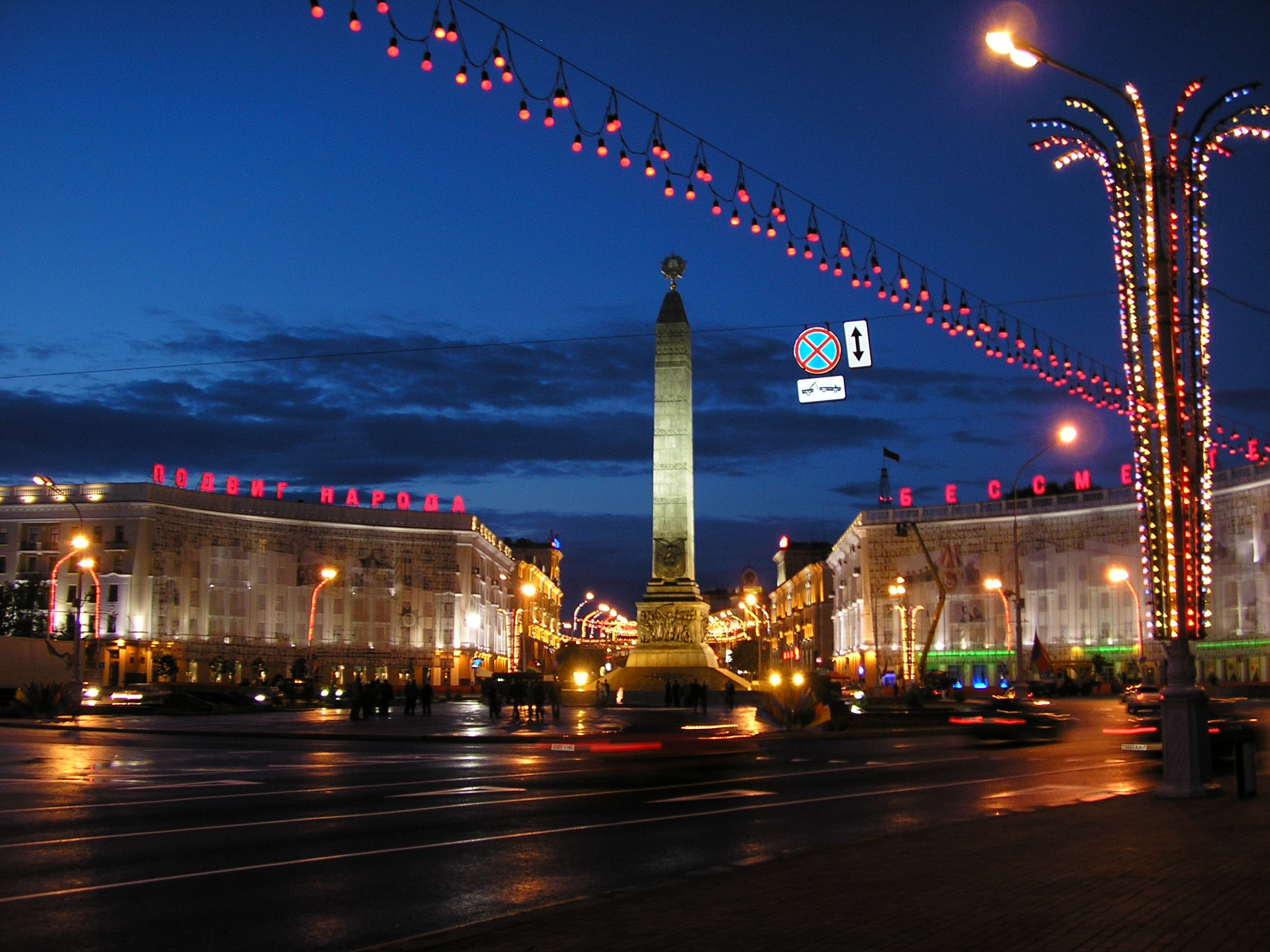
La Plaça de la Victòria, al centre de Minsk

Minsk o Miensk (en belarús: Менск, Мінск; en rus, Минск, Minsk) és la capital i ciutat més gran de Belarús. És al centre del país i és travessada pels rius Nyamiha i Sviloch. És la seu administrativa de la Comunitat d'Estats Independents (CEI).
Minsk s'estén en una àrea de 509 km² en la qual, segons estimacions de l'any 2015, habiten un total de 2.995.000 persones. Com a capital de l'estat, Minsk té un estatus administratiu especial dins de Belarús i és, a més, la capital de la província de Minsk i del districte homònim.
Les primeres referències històriques de la ciutat daten del segle xi (1067), quan fou nominada com a ciutat provincial al principat de Polotsk. El 1242, Minsk esdevé una part del Gran Ducat de Lituània i va rebre el títol de ciutat el 1499. Des de 1569 va ser la capital del voivodat de Minsk, a la República de les Dues Nacions o Mancomunitat de Polònia-Lituània. El 1793 va ser una de les regions annexionades per l'Imperi Rus a conseqüència de la Segona partició de Polònia. Entre 1919 i 1991, després de la Revolució russa, Minsk va ser la capital de la República Socialista Soviètica de Belarús i posteriorment, el 1991, de Belarús, després de la dissolució de la Unió Soviètica.

## Etimologia i noms històrics
El nom antic eslau oriental de la ciutat era Мѣньскъ (és a dir, Měnsk, protoeslau primerenc o indoeuropeu tardà Mēnĭskŭ ), derivat d'un nom de riu Měn (Mēnŭ). El nom resultant, Minsk (ortografiat Минскъ o Мѣнскъ), va ser tant en rus (ortografia moderna: Минск) com en polonès (Mińsk), i sota la influència del rus aquesta forma també es va fer oficial en bielorús. La continuació directa del nom en bielorús és Miensk (Менск), que alguns parlants bielorús segueixen utilitzant com a nom preferit per a la ciutat.
Quan Bielorússia estava sota domini polonès, els noms Mińsk Litewski (Minsk de Lituània) i Mińsk Białoruski (Minsk de Bielorússia) es van utilitzar per diferenciar aquest topònim de Mińsk Mazowiecki Minsk a Masòvia. En polonès modern, Mińsk sense atribut sol referir-se a la ciutat de Bielorússia, que és unes 50 vegades més gran que Mińsk Mazowiecki; (vegeu Brest-Litovsk i Brześć Kujawski per a un cas semblant).

## Història
La llegenda diu que un gegant anomenat Menesk o Mincz tenia un molí a la vora d'un riu proper a la ciutat. Solia fer pa per a alimentar els seus guerrers. El nom "Minsk" ve més probablement del riu Menka (a uns 20 quilòmetres del centre actual de la ciutat). La llegenda que deriva el nom "Minsk" de la paraula мена (minyià, "barata" en català) no està aprovada per la tradició toponòmica.

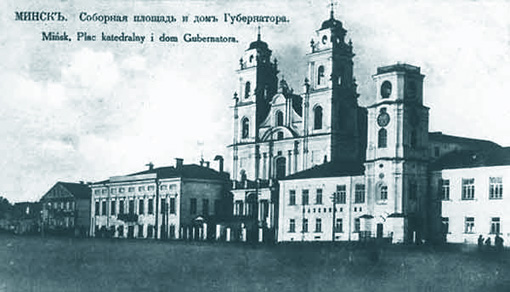
El col·legi jesuita el 1912

Al segle x, el príncep Rahvalod (Ragnvald en antic nòrdic), d'origen viking, governava un principat anomenat Polotsk que incloïa Minsk. La primera menció documentada de Minsk és del 1067, quan una sagnant batalla entre els principats de Polotsk i Kíev tingué lloc a la vora del Niamiha.
El 1655 Minsk va ser conquerida pel tsar Alexei I de Rússia, però aviat va ser recuperada per Jan II Kasimir de Polònia. Després de la segona partició de Polònia va ser annexionada per Rússia el 1793.
Sota el domini rus al segle xix la ciutat creixé i esdevingué un important punt ferroviari. El 1897, la ciutat tenia 91.494 habitants, dels quals un terç eren jueus.
El 1919 i de nou el 1920, la ciutat va estar controlada per la Segona República Polonesa durant la guerra poloneso-soviètica. Més tard va ser ocupada per la Rússia soviètica sota els termes de la pau de Riga, i esdevingué la capital de l'RSS de Belarús, una de les repúbliques constituents de l'URSS.
L'àrea de Minsk esdevingué un centre del moviment partisà soviètic darrere les línies enemigues durant la Gran Guerra Patriòtica i, per tant, Minsk va rebre el títol comunista de Ciutat Heroïna el 1974. Durant la guerra, la ciutat va ser gairebé destruïda i només quedaren alguns edificis històrics. Moltes de les esglésies van ser destruïdes durant la Segona Guerra Mundial i en els anys següents, dinamitades per les autoritats comunistes, i només en queden algunes, com la Kalvaryja catòlica.
La primera secció del metro de Minsk es va inaugurar el 1984 i ara la xarxa consisteix en dues línies. Ambdues tenen extensions en via de construcció. A més, Minsk té una extensa xarxa d'autobusos i tramvies.
La ciutat cresqué tan ràpidament després de la Segona Guerra Mundial que alguns pobles propers es convertiren en microraions, districtes d'alta densitat de població en apartaments. Després del desastre de Txernòbil, alguns dels habitants de les zones afectades es mudaren a Minsk. Malgrat que la ciutat està envoltada per una via d'automòbils, hi ha alguns microraions més enllà de l'anell. El bosc Kurapaty es troba als afores, al lloc on entre el 1937 i el 1941 desenes de milers de belarussos foren executats pels comunistes.

## Geografia

### Clima
Minsk té un clima continental humit (Köppen Dfb), per la ubicació entre la forta influència de l'aire humit de l'oceà Atlàntic i l'aire sec de la massa continental euroasiàtica. El seu clima és inestable i tendeix a canviar amb freqüència. La temperatura mitjana de gener és -4,5 °C, mentre que al juliol és 18,5 °C. La temperatura més baixa registrada va ser de -40 °C el 17 de gener de 1940, i la més càlida es va registrar el 29 de juliol de 1936 i va ser de 35 °C. Això dona lloc a freqüents boires a la tardor i primavera. Minsk rep una precipitació anual de 690 mil·límetres, de les quals una tercera part és en el període de fred (com neu i pluja) i dos terços a l'època de calor. Al llarg de l'any, bufen vents de l'oest i nord-oest portant aire fresc i humit de l'Atlàntic.

## Demografia

### Grups ètnics
Durant els seus primers segles, Minsk va ser una ciutat amb una població predominantment eslava oriental (els avantpassats dels bielorussos actuals). Després de la unió polonesa-lituana de 1569, la ciutat es va convertir en una destinació per als polonesos migratoris (que treballaven com a administradors, clergues, mestres i soldats) i jueus (ashkenazites, que treballaven en el comerç minorista i com a artesans, ja que altres oportunitats estaven prohibides per la discriminació). lleis). Durant els últims segles de la Commonwealth polonesa-lituana, molts residents de Minsk van ser polonitzats, van adoptar la llengua dels polonesos i van assimilar-se a la llur cultura.
Després de la segona partició de Polònia-Lituània el 1793, Minsk i els afores van passar a formar part de l' Imperi Rus. Els russos van dominar la cultura de la ciutat com ho van fer els polonesos en els segles anteriors.
En el moment del cens de 1897 sota l'Imperi Rus, els jueus eren el grup ètnic més gran de Minsk, el 52% de la població, amb 47.500 dels 91.000 residents. Altres grups ètnics importants eren els russos (25,5%), els polonesos (11,4%) i els bielorussos (9%). Aquesta darrera xifra pot ser que no sigui precisa, ja que alguns bielorussos locals probablement es van comptar com a russos. Una petita comunitat tradicional de tàrtars de Lipka va viure a Minsk durant segles.
Entre els anys 1880 i 1930, molts jueus, així com camperols d'altres procedències, van emigrar de la ciutat als Estats Units com a part d'una diàspora bielorusa.
L'elevada mortalitat de la Primera Guerra Mundial i la Segona Guerra Mundial va afectar la demografia de la ciutat, especialment l'eliminació de jueus sota l'ocupació nazi de la Segona Guerra Mundial. Treballant a través de les poblacions locals, els alemanys van instituir la deportació de ciutadans jueus als camps de concentració, assassinant-ne la majoria d'ells. La comunitat jueva de Minsk va patir pèrdues catastròfiques durant l'Holocaust. De més de la meitat de la població de la ciutat, el percentatge de jueus va baixar a menys del 10% més de deu anys després de la guerra. Després que la seva població limitada va assolir el màxim a la dècada de 1970, l'antisemitisme continuat sota la Unió Soviètica i l'augment del nacionalisme a Bielorússia van fer que la majoria dels jueus emigrés a Israel i països occidentals durant la dècada de 1980; el 1999, menys de l'1% de la població de Minsk era jueva.
En les tres primeres dècades dels anys de la postguerra, els nous residents més nombrosos a Minsk eren migrants rurals d'altres parts de Bielorússia; la proporció de bielorussos ètnics va augmentar notablement. Nombrosos russos qualificats i altres migrants d'altres parts de la Unió Soviètica van emigrar per buscar llocs de treball en el creixent sector manufacturer. El 1959 els bielorussos representaven el 63,3% dels residents de la ciutat. Altres grups ètnics inclouen russos (22,8%), jueus (7,8%), ucraïnesos (3,6%), polonesos (1,1%) i tàrtars (0,4%). La migració continuada des de les zones rurals de Bielorússia als anys 60 i 70 va canviar encara més la composició ètnica. El 1979 els bielorussos eren el 68,4% dels residents de la ciutat. Altres grups ètnics inclouen russos (22,2%), jueus (3,4%), ucraïnesos (3,4%), polonesos (1,2%) i tàrtars (0,2%).
Segons el cens de 1989, el 82% dels residents de Minsk han nascut a Bielorússia. D'aquests, el 43% ha nascut a Minsk i el 39% - en altres parts de Bielorússia. El 6,2% dels residents de Minsk provenien de regions de l'oest de Bielorússia (regions de Grodno i Brest) i el 13% – de l'est de Bielorússia (regions de Mogilev, Vitebsk i Gomel). El 21,4% dels residents provenien del centre de Bielorússia (regió de Minsk).
Segons el cens de 1999, els bielorussos representen el 79,3% dels residents de la ciutat. Altres grups ètnics inclouen russos (15,7%), ucraïnesos (2,4%), polonesos (1,1%) i jueus (0,6%). Les poblacions russa i ucraïnesa de Minsk van assolir el màxim a finals de la dècada de 1980 (325.000 i 55.000 respectivament). Després de la ruptura de la Unió Soviètica, molts d'ells van optar per traslladar-se als seus respectius països mare, tot i que algunes famílies havien estat a Minsk durant generacions. Un altre factor en el canvi demogràfic de la ciutat va ser l'autoidentificació canviant dels residents de Minsk d'ascendència mixta: a la Bielorússia independent s'identifiquen com a bielorussos.
La població jueva de Minsk va assolir el màxim a principis dels anys setanta amb 50.000 segons xifres oficials; estimacions independents situen la xifra entre 100.000 i 120.000. A partir de la dècada de 1980, hi va haver una emigració massiva a Israel, els EUA i Alemanya. Avui només uns 10.000 jueus viuen a Minsk. Les minories tradicionals de polonesos i tàrtars s'han mantingut gairebé a la mateixa mida (17.000 i 3.000 respectivament). Els polonesos rurals han emigrat de la part occidental de Bielorússia a Minsk, i molts tàrtars s'han traslladat a Minsk des de Tatarstan.
Algunes comunitats de minories ètniques més recents s'han desenvolupat com a resultat de la immigració. Els més destacats són els immigrants dels països del Caucas : armenis, azerbaiyanos i georgians, cadascun amb uns 2.000 a 5.000. Van començar a emigrar a Minsk a la dècada de 1970, i des de llavors s'hi han incorporat més immigrants. Molts treballen en el comerç minorista en mercats a l'aire lliure. S'ha desenvolupat una petita però destacada comunitat àrab a Minsk, representada principalment per immigrants econòmics recents de Síria, Líban, Egipte, Algèria, etc. ). Una petita comunitat de roms, d'uns 2.000 habitants, s'assenta als suburbis del nord-oest i del sud de Minsk.

### Creixement de la població
| 1897   | 1926    | 1939    | 1959    | 25 gener 1972 | 1989      | 1999      | 14 octubre 2009 | 1r octubre 2014 | 2017      | 2018      | 2019      | 2019      | 1r gener 2020 | 1r gener 2021 | 1r gener 2022 | 1r gener 2023 | 1r gener 2024 | 1r gener 2025 |
| 90.912 | 128.043 | 238.948 | 509.667 | 1.000.000     | 1.607.077 | 1.680.567 | 1.836.808       | 1.921.800       | 1.974.800 | 1.982.475 | 1.992.685 | 2.018.281 | 2.020.600     | 2.009.786     | 1.996.553     | 1.995.471     | 1.992.862     | 1.996.730     |

## Economia
Minsk està molt industrialitzada i produeix tractors, transmissions, camions, tèxtils, gelats, frigorífics, televisors, aparells de ràdio, bicicletes i molts altres béns de consum. Nogensmenys, la taxa d'atur és bastant alta.

## Transports

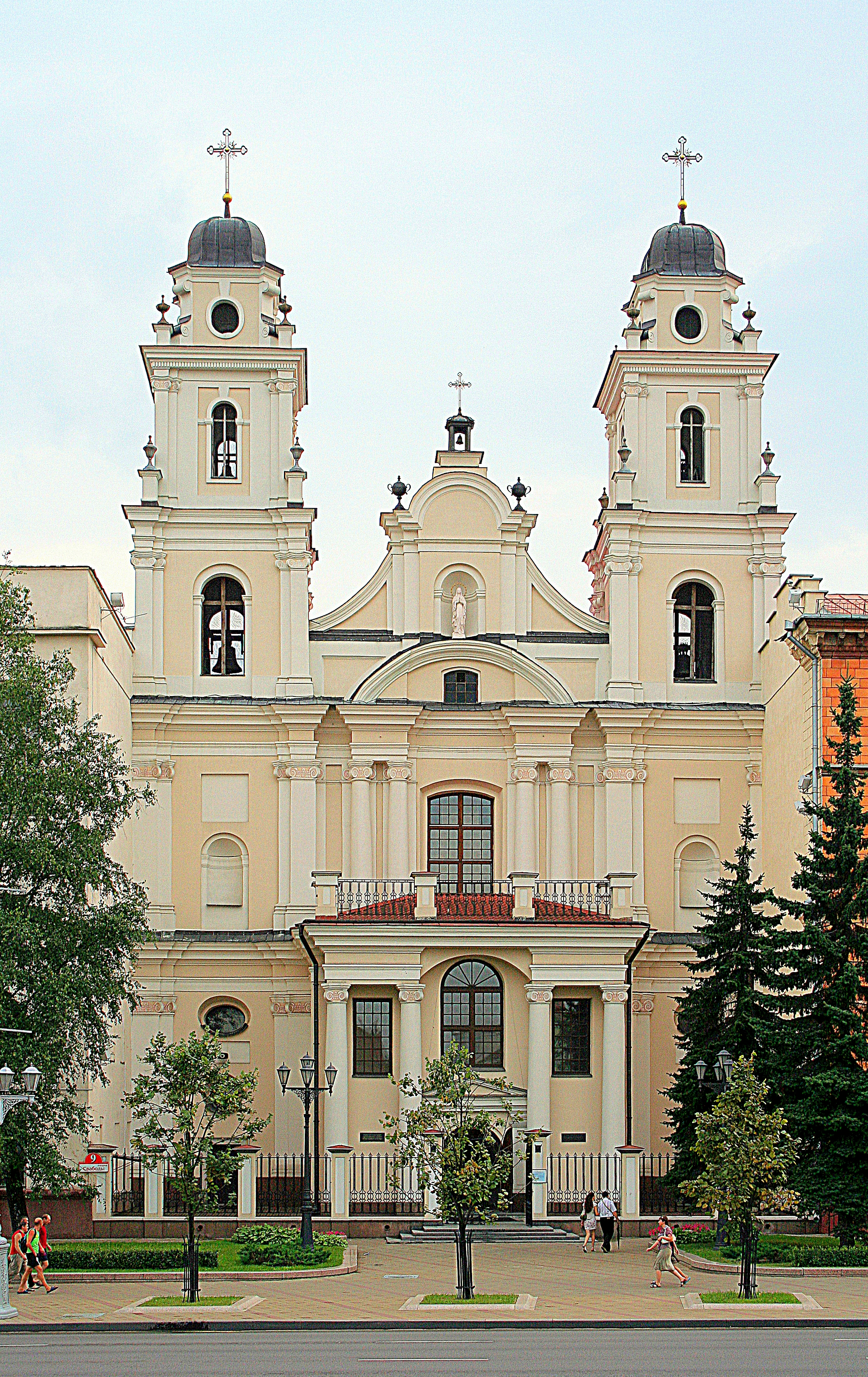
La Catedral Mariinsky, 1732

Minsk té una extensa xarxa de transport públic. Els passatgers són atesos per 8 línies de tramvia, més de 70 línies de trolebús, i més de 100 línies d'autobús. Els tramvies van ser el primer transport públic a emprar-se a Minsk, datant de 1892 el tramvia de cavalls, i de 1929 el tramvia elèctric. Els autobusos públics s'han utilitzat des del 1924 i l'ús del trolebús es va implantar el 1952.
Tot el transport públic estigui gestionat per Minsktrans, una empresa propietat del govern que és alhora una organització sense ànim de lucre. Des de gener de 2008, Minsktrans compta amb 1420 autobusos, 1010 troleibusos i 153 tramvies a Minsk.
El govern de la ciutat de Minsk va decretar el 2003 que l'oferta de transport local s'ha de fixar a un nivell mínim d'1 vehicle (autobús, trolebús o tramvia) per cada 1500 habitants. Actualment, el nombre de vehicles en ús per Minsktrans és 2,2 vegades més alt que el nivell mínim.

### Metro
Minsk és l'única ciutat de Bielorússia que té un sistema de metro subterrani. La construcció del metro va començar el 1977, poc després que la ciutat arribés a la xifra d'un milió de persones, i la primera línia es va inaugurar el 1984 i comptava amb 8 estacions. Des de llavors, s'ha ampliat en dues línies: Moskovskaya i Avtozavodskaya, les longituds de les quals són 12,2 i 18,1 km de llarg, amb 11 i 14 estacions, respectivament. El 7 de novembre del 2007, dues noves estacions de la Línia Moskovskaya van ser obertes, i actualment se segueix treballant en una zona de 5,2 km d'extensió, amb tres noves estacions obertes el 2013.
Hi ha plans per a una xarxa amb un total de tres línies (sobre la base dels plans d'expansió actuals) i 58,3 km que tingui 45 estacions i 3 dipòsits de trens. Perquè això succeeixi la tercera línia ha de tallar la ciutat per l'eix nord-sud, creuant els dos ja existents i formant així un típic disseny soviètic de triangle, la construcció de la tercera línia va començar el 2011, després de patir retards. A més, hi ha alguns plans de disposició especular sobre una possible quarta línia des del microdistricte de Vyasnyanka al de Serabranka.
Des del 2007 el metro de Minsk compta amb 25 estacions i 33 quilòmetres de vies. En un dia lectiu normal el metre de Minsk és utilitzat per 800.000 passatgers i el 2007 el nombre total d'usuaris va ser de 262,1 milions pel que és el cinquè més actiu de tots els que formaven l'URSS (només darrere de Moscou , Sant Petersburg, Kíev i Khàrkiv).10 Durant les hores punta els trens surten cada 2-2,5 minuts. La xarxa de metro compta amb 3200 funcionaris.
Actualment la major part del transport urbà és renovat i actualitzat envers els estàndards moderns. Per exemple, totes les estacions de metro construïdes a partir del 2001 tenen els ascensors de passatgers amb la plataforma a nivell del carrer, cosa que permet l'ús de les noves estacions a passatgers discapacitats.

### Transport interurbà
Minsk és el centre més gran de transport de Bielorússia, es troba a la cruïlla del ferrocarril Varsòvia-Moscou (construït el 1871) que va des del sud-oest cap al nord-est de la ciutat i de la línia Liepāja-Romny (construïda el 1873) i que va des del nord-oest cap al sud. La primera connecta amb Rússia, Polònia i Alemanya, i la segona connecta amb Ucraïna, Lituània i Letònia. Es creuen a l'estació de ferrocarril de Minsk-Passazhyrski, la principal estació de tren de Bielorússia. Aquesta estació va ser construïda el 1873 com Vilenski vakzal. L'edifici de fusta inicial va ser demolit el 1890 i reconstruït en pedra. Durant la Segona Guerra Mundial l'estació de tren de Minsk va ser completament destruïda i va ser reconstruïda entre 1945 i 1946 i va servir fins a 1991. El nou edifici de l'estació ferroviària Minsk-Passazhyrski va ser construït entre 1991 i 2002. La construcció es va endarrerir a causa de dificultats financeres, però, actualment Minsk compta amb una de les estacions més modernes de la CEI. Hi ha plans per traslladar tot el trànsit ferroviari de rodalies de Minsk-Passazhyrski a les estacions més petites, Minsk-Uskhodni (est), Minsk Paudnyovy-(Sud) i Minsk-Paunochny (Nord), el 2020.
Hi ha tres estacions d'autobusos interurbans que enllacen Minsk amb els suburbis i altres ciutats de Bielorússia i els països veïns. Els trajectes que connecten Minsk amb Moscou, Smolensk, Vílnius, Riga, Kíev i Varsòvia compten amb línies i horaris regulars.

### Aeroports
Minsk té dos aeroports. Minsk-1 és just al sud del centre de la ciutat i rep majoritàriament vols domèstics. En el futur podria ser reconvertit en un districte residencial. L'altre aeroport, a 42 km a l'est de la ciutat, és Minsk-2. És un aeroport internacional amb vols a Àustria, Xipre, França, Alemanya, Irlanda, Israel, Itàlia, Polònia, Turquia, el Regne Unit i altres països, operats per l'aerolínia nacional Belavia i l'alemanya Lufthansa. L'estació ferroviària central de Minsk va ser recentment modernitzada.

## Ciutats agermanades
- Kathmandu, Nepal
- Belo Horizonte (Brasil)
- Bangalore Índia
- Detroit Estats Units
- Eindhoven Països Baixos
- Lió França
- Múrmansk Rússia
- Nottingham Anglaterra
- Novossibirsk Rússia
- Sendai Japó
- Potsdam, Alemanya
- Erevan, Armènia